# (35113) 1992 CR2
(35113) 1992 CR2 est un astéroïde de la ceinture principale d'astéroïdes découvert en 1992.

## Description
(35113) 1992 CR2 a été découvert le 2 février 1992 à l'observatoire de La Silla, au Chili, par Eric Walter Elst.

### Caractéristiques orbitales
L'orbite de cet astéroïde est caractérisée par un demi-grand axe de 2,19 ua, un périhélie de 1,96 ua, une excentricité de 0,11 et une inclinaison de 4,08° par rapport à l'écliptique. Du fait de ces caractéristiques, à savoir un demi-grand axe compris entre 2 et 3,2 ua et un périhélie supérieur à 1,666 ua, il est classé, selon la JPL Small-Body Database, comme objet de la ceinture principale d'astéroïdes.

### Caractéristiques physiques
(35113) 1992 CR2 a une magnitude absolue (H) de 14,6 et un albédo estimé à 0,237.